# Anne-Christian de Montmorency
Anne-Christian de Montmorency-Luxembourg, duc de Beaumont, pair de France et prince de Tingry, marquis de Bréval, né le 15 juin 1767 à Paris et décédé le 14 mars 1821, est un général et homme politique français.

## Biographie
Petit-fils du maréchal Christian Louis de Montmorency-Luxembourg, il est maréchal de camp au moment de la Révolution, et capitaine d'une compagnie de gardes du corps de Louis XVI. Il se tient à l'écart sous la Révolution, sans émigrer[réf. nécessaire]. Il est nommé lieutenant général à la Première Restauration et est admis à siéger à la Chambre des pairs en 1814.

## Sources
- « Anne-Christian de Montmorency », dans Adolphe Robert et Gaston Cougny, Dictionnaire des parlementaires français, Edgar Bourloton, 1889-1891 [détail de l’édition]